# Armadillidium aegaeum
Armadillidium aegaeum är en kräftdjursart som beskrevs av Hans Strouhal 1929. Armadillidium aegaeum ingår i släktet Armadillidium och familjen klotgråsuggor. Inga underarter finns listade i Catalogue of Life.